# 尊室說
尊室說（越南语：／；1839年5月12日—1913年9月22日），字博英（越南语：／），越南阮朝政治人物。曾經在嗣德帝死後與阮文祥同時執掌朝政，並且於1885年發起勤王運動。

## 生平
尊室說屬於越南阮朝远支尊室第五系，阮主阮福瀕的後代。他的六世祖是國威公阮福淳，五世祖是阮福淳長子阮福潤，曾祖父是阮福潤三子阮福誠，祖父是阮福誠次子阮福祿，父親是阮福祿五子尊室訂，尊室說是尊室訂次子。
根據陳仲金《越南史略》的說法，尊室說是個禿頭，肥胖而黝黑，舉止不夠端莊大方，不善言辭和交際，性情急躁而殘暴，而且沒有才能、膽小怕事，多疑嗜殺。但根據中國廣東省《羅定志》的記載，尊室說是一位「精神矍铄、状貌魁梧奇伟、隆准大耳、双手垂膝」的人物。
1870年，尊室說曾以山西省軍務贊襄的身份，隨黃繼炎前往平定太平天國的逃入越南境內的餘黨黃旗軍、黑旗軍和白旗軍。1875年，尊室說又攻打黃旗軍，殺死其首領黃崇英，瓦解了黃旗軍勢力。次年，在古螺鄉殺死名陣之賊匪，平定了山西的叛亂。尊室說多次平定越南境內的叛亂，使得他有了政治資本。
1883年，嗣德帝駕崩。嗣德帝沒有兒子，收養了三個養子：瑞國公育德（即育德帝）、堅江郡公正蒙（同慶帝）和養善（建福帝）。嗣德遺詔由育德繼位，命令陳踐誠、阮文祥、尊室說三人輔政。阮文祥掌握官吏的任命，尊室說掌握軍隊。但三天以後，尊室說和阮文祥就廢黜並幽禁了育德帝，改立嗣德帝的弟弟洪佚為帝，是為協和帝。尊室說以「義勇軍」為自己的衛隊，自恃輔政大臣，出入時常用天子儀衛。四個月後，協和帝對尊室說和阮文祥的專權十分不滿，將尊室說調任吏部尚書，削其兵權。尊室說同阮文祥合謀，發動政變，逼使協和帝飲藥自盡，改立建福帝。不久，又殺死了反對他們的陳踐誠。
1884年，法國將越南分為北圻、中圻、南圻三個保護國，並設官管理。雖然1887年法國將三個國家合併為印度支那聯邦，但越南儼然已被分割為三個國家。而此時越南順化朝廷實質上僅僅控制著中圻地區，朝政完全掌握在尊室說和阮文祥手裡，越南皇帝僅僅只是個傀儡。
建福帝以對阮文祥、尊室說的專權不滿。1884年，建福帝突然駕崩，傳說是由於責駡阮文祥後莫名其妙地吃錯藥中毒而死。二人遂擁立咸宜帝，並繼續執掌朝政。
之前法國與越南簽訂的《順化條約》規定：越南新立的皇帝必須通過法國的任命才合法。然而尊室說、阮文祥在擁立咸宜帝登基時並沒有向法國提出申請，因此法軍統帥米樂派參謀居里埃（Guerrier）進入順化，從皇宮正門入宮，冊封咸宜帝。
中法戰爭之後，越南正式成為了法國的保護國。1885年，法軍進駐順化。法軍任命羅塞爾·德·可爾西（Roussel de Courcy）接管越南事務，要求召見阮文祥和尊室說，商討覲見咸宜帝一事。阮文祥應召來見，但尊室說告病不至。可爾西大為光火，要求尊室說前來會面，即使有病也要抬來。這使尊室說又氣憤又害怕。
可爾西要求在進宮覲見咸宜帝時打開皇宮正門讓法國官員、軍隊通過，但越南官員皆認為不合禮儀，要求僅僅只讓可爾西統帥一人走正門，其軍隊走旁門，但被可爾西拒絕了。慈裕太后派官員帶禮物謁見可爾西，要求商討走正門的禮儀之事，但被可爾西拒絕接受。這使眾越南官員十分氣憤。當時有地震的預兆，尊室說則認為是法國統治將要倒臺的預兆，決定趁半夜時分突襲法軍兵營。當日半夜，越軍動用了槍炮，突襲了可爾西的中圻欽使府和法軍位於芒個（順化附近）的兵營。法軍頑強抵抗，次日清晨進行反擊，越軍大敗。尊室說挾持慈裕太后和咸宜帝出奔廣治省。阮文祥在順化投降了法軍，同阮有度、潘廷評三人代理執掌朝政。尊室說讓慈裕太后回到謙陵（嗣德帝的寢陵和生前的皇宮），自己則挾持咸宜帝出奔廣平省，在甘露縣境內建立新所城為據點，並向全國各處士紳發出勤王檄文，要求共同起兵抵抗法國的統治。可爾西試圖派法軍前去鎮壓，但北圻和中圻發生霍亂，大量法軍死去，用兵一事被迫停止。可爾西遷怒於阮文祥，將他革職流放，並擁立同慶帝即位。
尊室說的勤王檄文使得許多越南士紳起兵響應，越南爆發了全國性的反法運動，史稱勤王運動。各路起義軍攻打官府和天主教教民居住地，燒毀其農莊。勤王運動爆發後，可爾西被法國罷免了統帥職務。順化的同慶帝朝廷命尊人府將尊室說之名從皇室的《尊譜》中削除。法軍派肖蒙（Chaumont）駐守廣平省，截斷了尊室說通往北圻的道路。尊室說認為無法對抗法軍，棄咸宜帝於廣平省宣化縣，自己則同提督陳春撰（Trần Xuân Soạn）一起前往萊州，向當地泰族土酋刁文持求助。後來尊室說對刁文持心生猜疑，又出奔清朝求援。尊室說的兒子尊室談和尊室詥則繼續追隨咸宜帝展開抗擊法國的運動，1888年咸宜帝被俘後，他們都以死殉國。
尊室說與陳春撰、陳克喬、陳之棟、胡瓊、宋維新等十五人，隨帶兵卒十人，逃入清朝境內的龍州，投奔兩廣總督張之洞。張之洞將尊室說一行安置在羅定州，遣重兵把守，住在州城的北關廟裡，桂稅局每月撥給他旅費五百兩銀子。尊室說以「越南國王」的身份，在羅定組建了一個流亡朝廷，每逢月朔、慶典，都以紙糊將北關廟裝飾成金鑾殿的模樣，接受流亡群臣的朝賀。他以「打石老」為自號，常作詩抒發亡國的感慨。1891年，尊室說一行都被遷居連州。1913年，客死於中國。

## 詩句
《羅定志》中收錄有尊室說與其流亡群臣魏克喬、宋維新等人的詩作。在羅定的金公廟內亦題有其詩句。
|  | 瀧州留寓詩 流落泷江近两秋，而今剃髮已髡头。 英宗返国成虚愿，刘表依人乏远谋。 枭獍残城餘瓦砾，蛟龙失水嬾遨游。 倘非误听和戎策，振作精神再补瓯。 |

## 腳註
1. ↑  另有1835年6月12日出生的說法。
2. ↑  尊室說兒子名字的漢字寫法見於《大南實錄》正編第五紀 卷八 籍尊室說范慎遹家產條：辰說母妻竝其子談、謔等皆已隨說行。
3. ↑  尊室說在《清史稿·越南傳》中稱為「阮說」，在《越南亡國史》中稱為“阮福說”。
4. ↑  《越南辅政亲臣大学士卫政侯阮公之墓》碑：“君諱福說，字博英，其先㕥開國功爵郡王。”拓片现藏韶关市博物馆。
5. 1 2  《羅定志·卷七·流寓》：「阮福说，越南国王。越南旧为中国藩属，清光绪十一年，法人侵其国土，王入朝请援，清廷出师与法人战，初，清兵屡败，嗣将士奋勇杀敌才战胜而和议成，越南改隶法国。时王无所归，往依两广总督张之洞，十四年，之洞以罗定地僻民醇，置王于此，王遂与从臣魏克乔、宋维新等十余人，徙居州城北关庙，政府令桂税局月送旅费银五百两，王等出入起居尚行君臣礼，月朔朝贺，每逢庆典，用纸装成龙殿，御临群众，庆祝如故。王年近六旬，精神矍铄，状貌魁梧奇伟，隆准大耳，双手垂膝，失国播迁之感往往于吟咏发之。其寓所门联云：野城高兴何如谢，陋巷清风愿学颜。十七年，徙连州。」
6. ↑  尊室說兒子名字的漢字寫法見於《大南實錄》正編第五紀 卷八 籍尊室說范慎遹家產條：辰說母妻竝其子談、謔等皆已隨說行。

## 徵引
1. ↑  阮福族第五系第四房國威公房家譜 （页面存档备份，存于），尊室說編序為6.1.12 3A。
2. 1 2  《越南史略》407頁
3. 1 2 3 4  《越南史略》400頁-401頁
4. ↑  《越南史略》375頁
5. ↑  《越南史略》386頁
6. ↑  《越南史略》394頁
7. ↑  《越南史略》396頁
8. 1 2  《越南史略》401頁
9. ↑  《越南史略》406頁
10. ↑  《越南史略》407至408頁
11. ↑  《越南史略》409頁
12. ↑  《越南史略》410頁
13. ↑  《越南史略》412頁
14. ↑  《越南史略》417頁